# Buksbombladet kristtorn
Buksbombladet kristtorn eller japansk kristtorn (Ilex crenata) er en stedsegrøn busk med en stiv, opret vækst. Med alderen bliver væksten dog mere uregelmæssig med udstående, til overhængende grene. Planten tåler ikke udtørring. Bærrene er giftige.

## Beskrivelse
Unge grenes bark er lysegrøn og glat, men snart bliver barken lysegrå, og på gamle grene er den grå og opsprækkende med smalle revner. Knopperne er små og spredte, ægformede og brune med lidt udstående knopskæl. Bladene er ovale med fint tandet rand. Oversiden er læderagtig og mørkt grågrøn, mens undersiden er lysegrøn. Blomstringen sker i maj-juni, og den består af bittesmå, hvide blomster. Frugterne er sorte bær, som bliver siddende længe.
Rodnettet er tæt forgrenet med højtliggende finrødder.
Højde x bredde og årlig tilvækst: 4 x 3 m (15 x 10 cm/år).

## Hjemsted
Arten er knyttet til vedvarende fugtige steder både i lavlandet og på bjergene i de japanske hovedøer.
Den vokser i sure moser ved søen Ijira i Gifu-præfekturet sammen med bl.a. almindelig skæbnetræ, haveaucuba, japansk blåregn, japansk konvalbusk, japansk løn, japansk styraks, kinesisk elefantgræs, koreakornel, djævletræ, Quercus serrata, solcypres og ægte kamelia.

## Sorter
- 'Convexa' er den mest kendte i Danmark. Den har opadhvælvede (konvekse) blade, der understreger ligheden med buksbom.
- 'Golden Gem' har guldgule blade i løvspring (senere bliver de dog mere grønne).
- 'Green Lustre' har glinsende, mørkegrønt løv.
- 'Rotundifolia' har større og næsten runde, mørkegrønne blade.

| Portal | Portal:Botanik |